# Podlepka

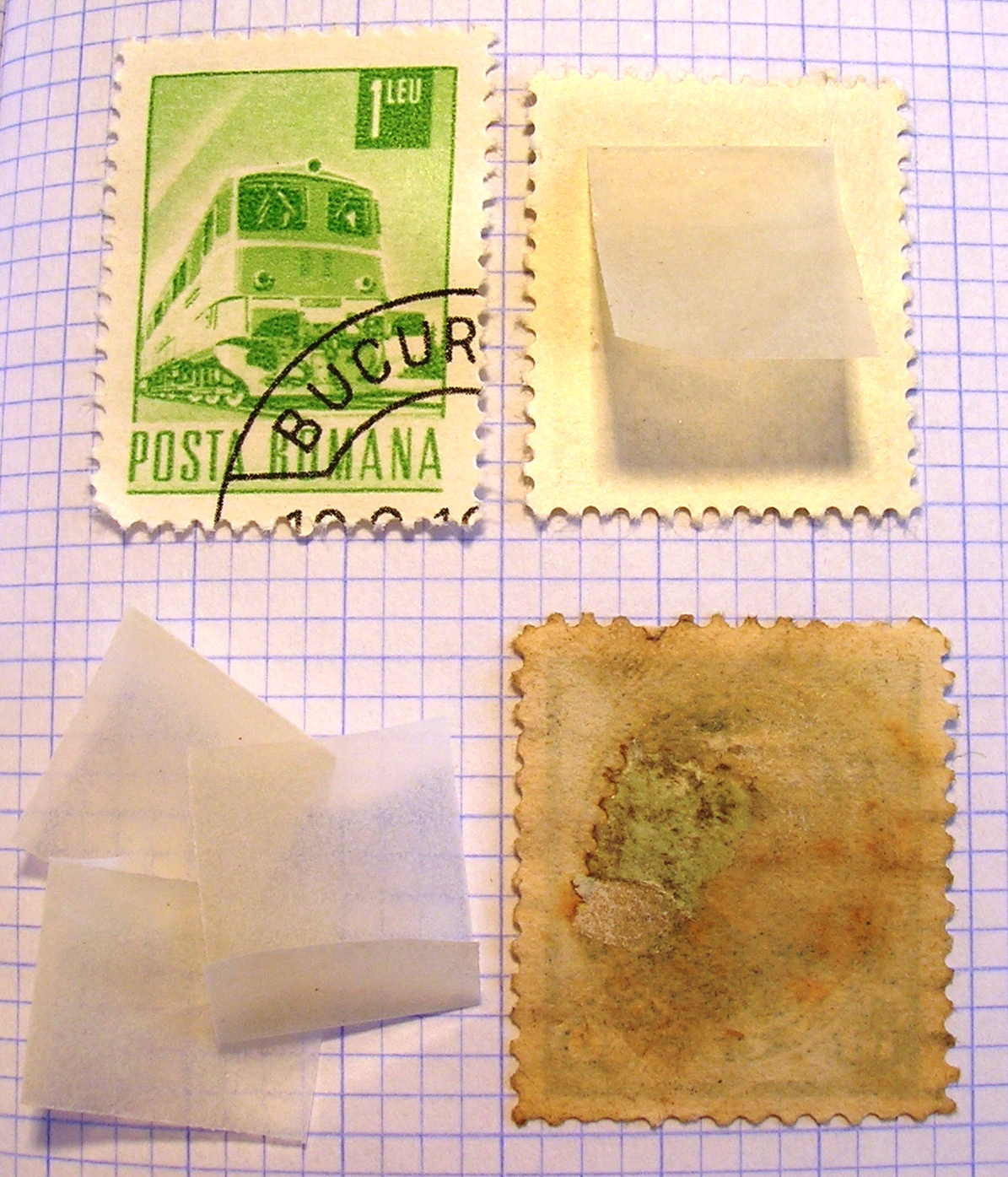

Podlepka – specjalny pasek najczęściej przeźroczystego pergaminu lub papieru służący do mocowania znaczka pocztowego w albumie. Podlepka przyklejana jest do znaczka od strony kleju (tzw. gumy) a następnie mocowana w albumie, na karcie lub w zeszycie wymiennym.
Użycie podlepki, ze względu na to że uszkadza ona warstwę kleju, najczęściej powoduje obniżenie wartości waloru pocztowego. Dlatego też stosuje się je zwykle do mocowania znaczków stemplowanych. Niezalecane jest zastosowanie do znaczków czystych.